# Kinga Wojtasik
Kinga Wojtasik z domu Kołosińska (ur. 2 czerwca 1990 w Lublinie) – polska siatkarka plażowa. Medalistka mistrzostw świata juniorów, mistrzostw Europy do lat 23 i 20 oraz mistrzostw Europy w Klagenfurcie w 2015. W latach 2011–2016 występowała w parze z Moniką Brzostek. Uczestniczka letnich igrzysk olimpijskich w Rio de Janeiro 2016. Od 2017 roku tworzy drużynę z Katarzyną Kociołek.
We wrześniu 2018 roku wzięła ślub. Jej mężem jest Damian Wojtasik, były siatkarz plażowy, a obecnie trener tej dyscypliny.

## Biogram
Kołosińska występuje na arenie międzynarodowej od 2007 roku. Wówczas to wzięła udział w turnieju cyklu World Tour w Warszawie, grając w parze z Beatą Gałek. W 2009 roku w parze z tą samą zawodniczką zdobyła srebrny medal mistrzostw Europy do lat 20. W tym samym roku w parze z Moniką Brzostek została mistrzynią świata juniorek. Dwa lata później, wspólnie z Brzostek, zdobyła srebrny medal mistrzostw Europy do lat 23. W 2012 roku w parze z tą zawodniczką zdobyła mistrzostwo Polski seniorek. W 2013 roku, także w parze z Brzostek, zdobyła srebrny medal Letniej Uniwersjady 2013.
W cyklu World Tour występuje od 2007 roku, a regularnie od roku 2012. Najwyższą pozycją, jaką zajęła w zawodach tego cyklu jest 2. miejsce w Rio de Janeiro w 2016 roku w parze z Moniką Brzostek. Obecnie (2021 rok) jest członkinią reprezentacji Polski w siatkówce plażowej.
W 2013 roku została zgłoszona do udziału w Mistrzostwach Świata w Siatkówce Plażowej 2013 (w parze z Brzostek). W zawodach tych para Kołosińska–Brzostek wygrała wszystkie 3 mecze w fazie grupowej turnieju kobiet. W fazie pucharowej najpierw pokonały holenderską parę Laura Bloem i Rebekka Kadijk, a następnie w 1/8 finału przegrały z włoską parą Marta Menegatti i Greta Cicolari i zostały ostatecznie sklasyfikowane na 9. pozycji mistrzostw świata.
W 2015 w Mistrzostwach Europy w Klagenfurcie (w parze z Brzostek) zdobyła brązowy medal. Wygrywając wszystkie mecze grupowe, przeszła bezpośrednio do drugiej rundy pucharowej, gdzie wygrywając 2-1 z gospodyniami turnieju Rimser/Strauss (16-21, 21-8, 15-6) zapewniła sobie awans do ćwierćfinału, w którym wygrała ze Szwajcarkami Forrer/Verge-Depre 2-0 (21-16, 21-17). W półfinale musiała uznać wyższość duetu z Rosji. W meczu o brąz wygrała 2-0 (21-17, 22-20) z Dubovcova/Nestarcova.
W 2016 w Pucharze Świata w Rio (w parze z Brzostek) zdobyła srebrny medal co dało bezpośrednią kwalifikację na Igrzyska w Rio.
W 2017 roku Kinga Wojtasik występowała w parze z Jagodą Gruszczyńską. Wspólnie wywalczyły srebrny medal podczas turnieju CEV Satellite w Larnace, a także złoty medal podczas finałów Mistrzostw Polski w siatkówce plażowej kobiet w Mysłowicach. Od września 2017 roku tworzy duet z Katarzyną Kociołek. W październiku 2017 roku zajęły trzecie miejsce w trzygwiazdkowym turnieju World Tour w chińskim Qinzhou. W 2018 roku zostały mistrzyniami Polski podczas turnieju rozgrywanego w Krakowie. W 2019 roku stanęły na drugim stopniu podium mistrzostw Europy w siatkówce plażowej kobiet w Moskwie.
Kołosińska jest absolwentką szkoły mistrzostwa sportowego w Łodzi.